# Short S.C.1
Die  Short S.C.1 war das erste britische Starrflügel-VTOL-Flugzeug. Weltweit führte nur die Bell X-14 als erster Flachstarter (flat-riser) ihren Erstflug vor der S.C.1 durch.  Mit dem Experimentalflugzeug wurden grundlegende Untersuchungen zum VTOL-Einsatz eines Luftfahrzeugs durchgeführt.

## Geschichte

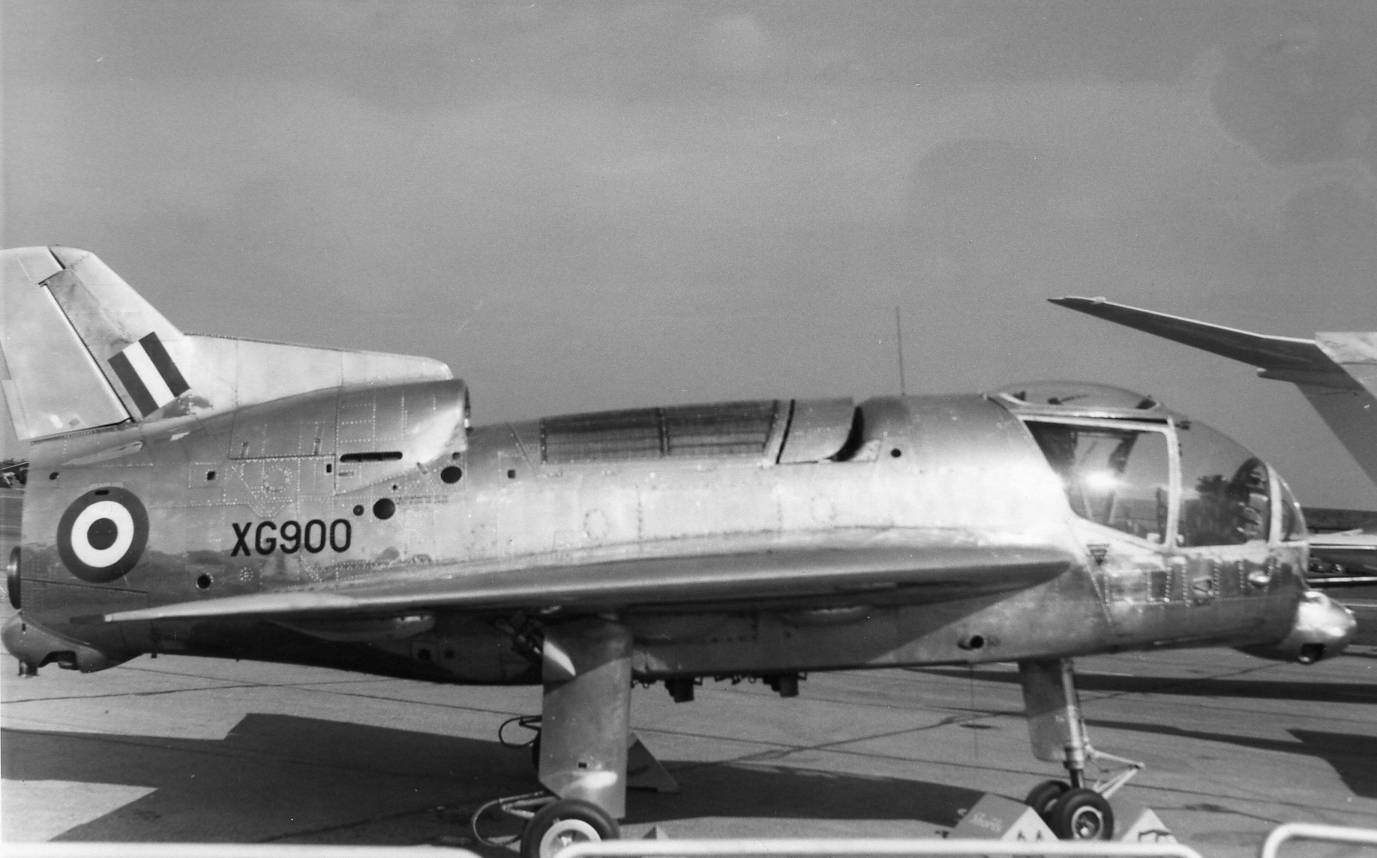
XG900 Short SC.1 1961 bei der SBAC Farnborough Air Show.

### Erste VTOL-Versuche in Großbritannien
Die ersten praktischen Versuche in Großbritannien mit Turbojets als Hubtriebwerke für Senkrechtstarter führte Rolls-Royce 1953 mit einem „Schubmessgestell“ (Rolls-Royce Thrust Measuring Rig). Das Gerät wurde scherzhaft auch als „Fliegendes Bettgestell“ bezeichnet. In dem Gestell waren zwei Rolls-Royce Nene gegenüberliegend eingebaut, der Abgasstrahl wurde in drei Strahlrohren im Schwerpunkt des Gestells um 90° nach unten umgelenkt. Verdichterzapfluft, die an den vier Seiten des Gestells über Röhren nach unten ausgeblasen wurde, sorgte für die Lagesteuerung in allen drei Achsen. Die Erstflüge der beiden gebauten Exemplare fanden am 3. August 1954 bzw. im August 1955 statt.

### Erstes Hubstrahltriebwerk

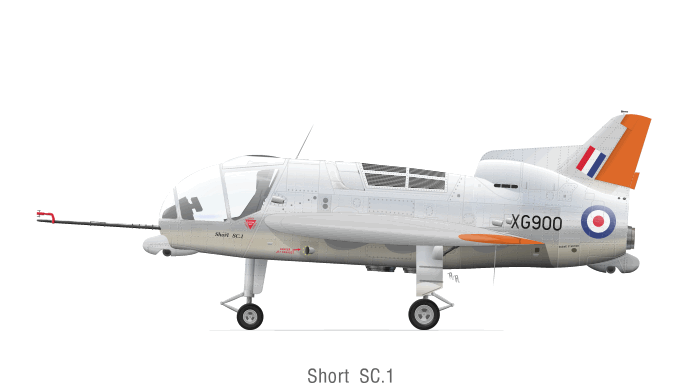
XG900 Short SC.1 Farbprofilzeichnung

Der Chef-Wissenschaftler bei Rolls-Royce Dr. Griffith war von der praktischen Verwendbarkeit eines direkt wirkenden Hubstrahltriebwerks, das ohne Strahlumlenkung und dem damit verbundenen Schubverlust auskommt, so überzeugt, dass die Konstruktion einer speziell angepassten Version schon 1949 begonnen wurde. Man hielt ein Schub-Gewichts-Verhältnis von 8:1 oder 9:1 für machbar. Über das Versuchstriebwerk Soar gelangte man zum weltweit ersten praktisch verwendbaren senkrecht einzubauenden Hubstrahltriebwerk, das als RB.108 bezeichnet wurde. Das RB.108 erreichte 1955 bei einem Schub von 9,9 kN (2000 lb) tatsächlich das angestrebte Schub-Gewichts-Verhältnis von 8:1.

### Ausschreibung, Auftragserteilung und Bau
Das Ministry of Supply hatte bereits im September 1953 mit der Specification ER.143 die Anforderungen für den Entwurf und den Bau eines VTOL-Versuchsflugzeuges herausgegeben. Das Flugzeug sollte in der Lage sein, einen Vertikalstart alleine mit seinen Strahltriebwerken durchzuführen, in den normalen aerodynamisch gestützten Flugzustand zu beschleunigen, wieder bis zum stationären Schwebezustand abzubremsen und eine Vertikallandung auszuführen.
Anfang 1954 wurde der Vorschlag P.D.11 (Preliminary Design 11) von Short als am erfolgversprechendsten ausgewählt und die Konstruktion der S.C.1 begonnen. Ziel der Arbeiten war, die kleinstmögliche Zelle zu konstruieren, um fünf Triebwerke, Treibstoff und den Piloten unterzubringen. Schon früh in der Konstruktionsdetaillierung verlangte das Royal Aircraft Establishment (RAE), die Möglichkeit des schnellen Wechsels zwischen automatischer und manueller Kontrolle vorzusehen. Es wurden drei parallele Kanäle für die Steuerung der Servomotoren eingebaut. Im August 1954 wurde der offizielle Auftrag zum Bau zweier Maschinen erteilt (Werk-Nr. 1814 und 1815, RAF-Kennzeichen XG900 und XG905).
Im Frühling 1955 begann der Bau des ersten Prototyps, der im November 1956 abgeschlossen wurde. Da anfangs lediglich konventionelle Starts und Landungen vorgesehen waren, wurde nur das Hecktriebwerk eingebaut. Dieses absolvierte seine ersten erfolgreichen Versuchsläufe am 7. Dezember 1956.

### Erprobung
Die ersten von dem Short-Cheftestpiloten Tom Brooke-Smith durchgeführten Rollversuche begannen am 17. Dezember. Für den Erstflug wurde XG900 an Bord von SS Copeland und mit einem anschließenden Straßentransport von Belfast nach Boscombe Down gebracht. Dort fand am 2. April 1957 der konventionelle Erstflug statt.
Der zweite Prototyp wurde direkt mit den Hubtriebwerken, die um 35° nach vorne und hinten geschwenkt werden konnten, ausgerüstet. Am 3. September 1957 fanden die ersten Standläufe der Triebwerke statt. Der erste noch gefesselte Schwebeflug in Sydenham bei Belfast gelang am 23. Mai 1958. Es dauerte aber anschließend noch fünf Monate, bis am 25. Oktober auch ein erster ungefesselter Schwebeflug stattfinden konnte. Erst danach erhielt auch XG900 nach der Rückführung nach Belfast seine Hubtriebwerke.
Bei der ersten öffentlichen Vorführung der S.C.1 auf der Luftfahrtschau 1959 in Farnborough misslang der geplante Senkrechtstart, da von der frischgemähten Wiese das dort liegende Gras zuerst weggeblasen wurde und sich dann angesaugt von den Hubtriebwerken auf dem Gitter über den Triebwerkeinläufen ansammelte. Dies führte zu einem so starken Leistungsverlust, dass ein Abheben nicht mehr möglich war. Die erste vollständige Transition einer S.C.1 gelang am 6. April 1960 auf der Basis Bedford des Royal Aircraft Establishment. XG905 stürzte während der Erprobung am 2. Oktober 1963 ab, wobei der Pilot J. R. Green getötet wurde. Ursache war der Ausfall eines Gyroskops (Kreiselinstrument) im Regelungssystem in niedriger Höhe. Trotz sofortigem Umschalten auf manuelle Steuerung gelang es Green nicht mehr, die Kontrolle wieder zu erlangen. Nach dem Wiederaufbau der Maschine nahmen beide Flugzeuge erst im Juni 1966 den Testbetrieb wieder auf.

### Verbleib

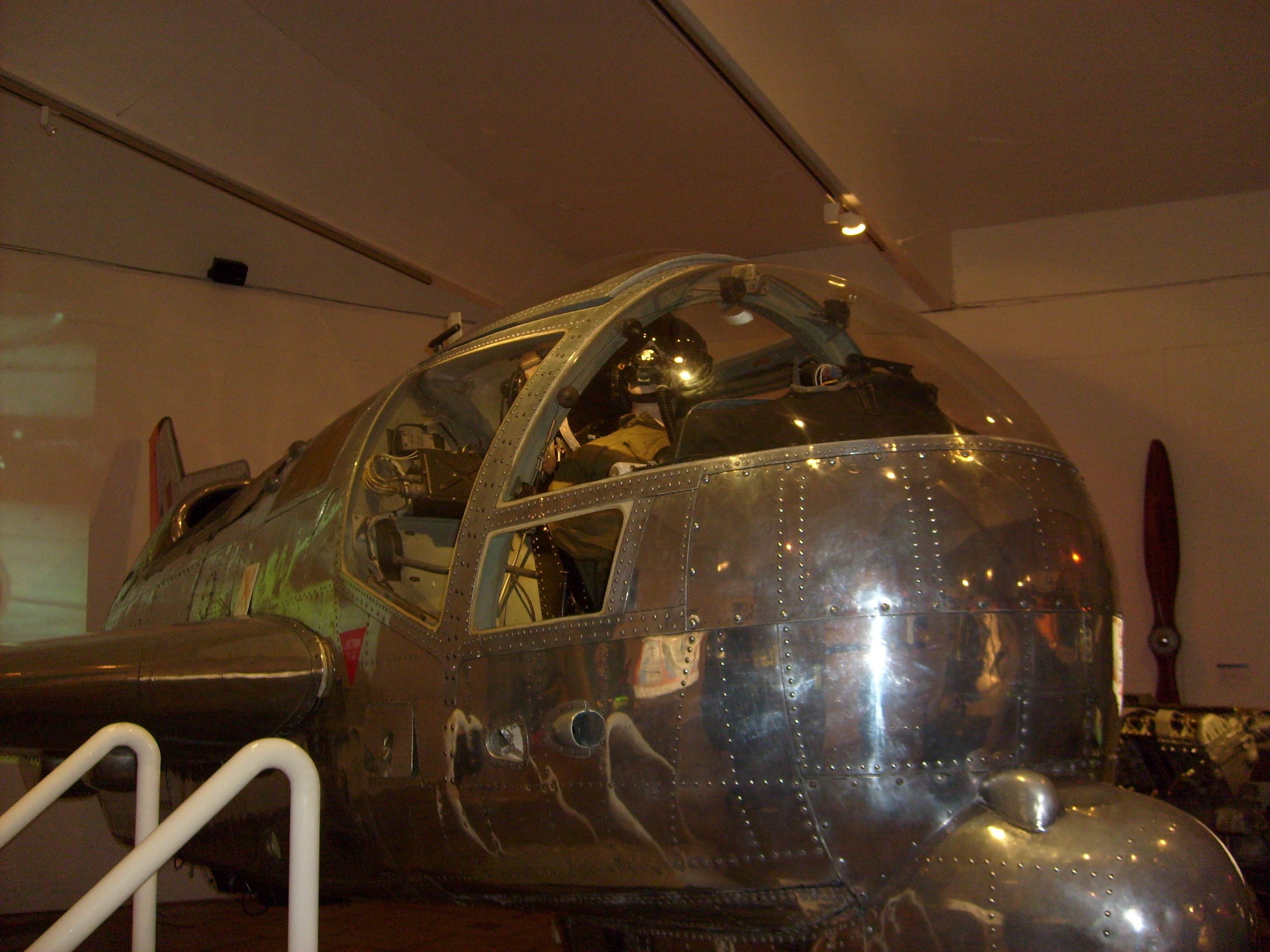
Die XG905 im Ulster Folk and Transport Museum

1971 verließen beide Prototypen Bedford. XG900 wurde zuerst im Science Museum gezeigt und dann nach Yeovilton in das Fleet Air Arm Museum gebracht, wo sie heute zu besichtigen ist. Die XG905 befindet sich im Ulster Folk and Transport Museum.

## Konstruktion
Die S.C.1 war ein einsitziger Tiefdecker, der konstruktiv als schwanzloses Delta-Flugzeug (ohne Höhenleitwerk) ausgelegt war. Das Gewicht beim Senkrechtstart betrug maximal 3495 kg (7700 lb). Der Antrieb für den Vertikalflug bestand aus vier senkrecht eingebauten Rolls-Royce RB.108-Strahltriebwerken und einem RB.108 im Heck für den Vorwärtsflug. Die Vertikaltriebwerke waren paarweise nebeneinander im Rumpfmittelteil angeordnet, so dass die Schubresultierende fast durch den Schwerpunkt des Flugzeugs ging. Sie ließen sich um die Querachse der Maschine schwenken, um die Richtung des Schubvektors zu verändern. Das Hecktriebwerk war um 30° schräg eingebaut, da das auf den Vertikalbetrieb ausgelegte Schmiersystem des RB.108 keinen horizontalen Einbau zuließ.
Die Lagekontrolle in allen drei Achsen wurde im Schwebeflug über Steuerdüsen vorgenommen, die Zapfluft (rund 10 % des Schubs) aus den vier Hubtriebwerken an der Nase, am Heck und den Flügelspitzen wieder ausbliesen. Die Tanks waren vorn an der Flügelnase und als Sacktanks zwischen den beiden Hauptholmen der Tragflächen angeordnet.
Die S.C.1 hatte das erste fly-by-wire-System, das bei einem VTOL-Flugzeug eingesetzt wurde.
Anfangs war ein Folland-Leichtgewichts-Schleudersitz eingebaut, der später durch einen Martin-Baker Mk.-4-Zero-Zero-Sitz ersetzt wurde. Die Neigung des festen Fahrwerks konnte am Boden eingestellt werden. Für den konventionellen Start waren die Fahrwerksbeine nach vorne geneigt eingestellt.

## Technische Daten
| Kenngröße             | Daten                                                                                         |
| --------------------- | --------------------------------------------------------------------------------------------- |
| Besatzung             | 1                                                                                             |
| Länge                 | 9,10 m                                                                                        |
| Spannweite            | 7,16 m                                                                                        |
| Flügelfläche          | 13,18 m²                                                                                      |
| Flügelstreckung       | 3,9                                                                                           |
| Leermasse             | 2720 kg                                                                                       |
| Startmasse            | 3495 kg (VTOL), 3650 kg (STOL)                                                                |
| Höchstgeschwindigkeit | 296 km/h                                                                                      |
| Reichweite            | 240 km                                                                                        |
| Triebwerke            | vier Rolls-Royce RB.108, ein RB.108 für den Horizontalflug, Leistung jeweils 9,7 kN (2130 lb) |